# Navplij
Navplij (moderna grščina: Ναύπλιο, Nauplio) je pristaniško mesto na Peloponezu v Grčiji na ravnici in pobočjih ob severnem delu Argolidskega zaliva. Mesto je bilo pomembno pristanišče, ki so ga imele v posesti kraljeve družine v srednjem veku kot del gospostva Argos in Navplija, sprva plemiška družina de la Roche po četrti križarski vojni pred zavzetjem Beneške republike in Osmanskega imperija. Mesto je bilo prestolnica prve grške republike in Kraljevine Grčije od začetka grške revolucije leta 1821 do leta 1834. Navplij je glavno mesto regionalne enote Argolida.

## Ime
Ime mesta se je v stoletjih večkrat spremenilo. Sodobno grško ime mesta je Navplij (Ναύπλιο).
V antiki je bilo mesto znano kot Nauplia (Ναυπλία) v atiški grščini in Nauplin (Ναυπλίη) v jonski grščini. V latinščini se je imenoval Nauplia.
V srednjem veku je bilo uporabljenih več različic v bizantinski grščini, vključno Náuplion (Ναύπλιον), Anáplion (Ἀνάπλιον) in Anáplia (Ἀνάπλια).
V poznem srednjem veku in zgodnjem modernem obdobju pod beneško prevlado je bilo mesto znano v italijanščini kot Napoli di Romania, v srednjem veku se je beseda "Romania" uporabljala za dežele bizantinskega cesarstva, pa še ločila je mesto od italijanskega Napolija (Neaplja) v Italiji.
Prav tako v zgodnjem modernem obdobju, vendar pod osmansko vladavino, se je mesto imenovalo Mora Jenisehir po Morei, srednjeveškem imenu za Peloponez, jeni sehir pa je turški izraz za "novo mesto" (očitno prevod iz grškega Νεάπολη, italijansko Napoli). Turki so ga imenovali tudi Anabolı.
V 19. stoletju in v začetku 20. stoletja se je mesto imenovalo Návplion (Ναύπλιον) in Navplio (Ναύπλιο) v moderni grščini. Obe obliki sta bili uporabljeni v uradnih dokumentih in potovalnih vodnikih. To pojasnjuje, zakaj se stara oblika  Návplion (včasih transliterirana v Nafplion) še vedno uporablja.

## Geografija
Navplij leži ob Argolidskem zalivu na severovzhodu Peloponeza. Večina starega mestnega jedra je na polotoku, štrlečem v zaliv, ki sestavlja naravno zaščiten zaliv z umetnimi pomoli. Prvotno je bil zaradi močvirij, namerno projektiranih odlagališč, osamljen, a se je predvsem od leta 1970 površina mesta skoraj podvojila. 

## Občina
Občina Navplij je pri reformi lokalne samouprave 2011 nastala z združitvijo štirih nekdanjih občin, ki so postale občinske enote: 
- Asini
- Midea
- Navplij
- Nea Tirinta

## Zgodovina

### Antika
Okolica Navplija je bila naseljena že od antičnih časov, a je razen zidov Akronavplije, ki so še vidni, ostalo le malo znakov o tem. V antiki je bilo mesto večkrat trdnjava. Omeniti je treba egiptovske nagrobne napise Amenofisa III. nuplija. 

### Srednji vek
Akronavplija ima zidove, ki segajo v predklasične čase. Pozneje so utrdbe dodali Bizantinci, Franki, Benečani in Turki. Navplij so leta 1212 zasedli francoski križarji Ahajske kneževine. Postal je del gospostva Argos in Navplija, a je bil leta 1388 prodan Beneški republiki.  V naslednjih 150 letih se je nižji del mesta razširil in utrdil, nove utrdbe so dodali tudi na Akronavpliji. 

### Zgodnja moderna doba
Mesto so leta 1540 zasedli Turki in ga preimenovali v Mora Jenişehri. Postalo je središče sandžaka. V tistem obdobju je bil Navplion zelo podoben, kot je na sliki spodaj desno iz 16. stoletja.
Benečani so znova zavzeli Navplij leta 1685 in je bil prestolnica njihove kraljevine Moreja. Benečani so okrepili mesto z gradom Palamidi, ki je bila v resnici zadnja večja gradnja beneškega imperija v tujini. Branilo ga je le 80 vojakov in so ga ponovno zasegli Turki leta 1715. Grad je na hribu severno od starega mestnega jedra. Med grško vojno za neodvisnost je igral pomembno vlogo. Novembra 1822 ga je zajel Staikos Staikopulos.

### 19. stoletje
Med grško vojno za neodvisnost je bil Navplij velika osmanska postojanka in je kljuboval Grkom več kot eno leto. Mesto se je na koncu predalo zaradi lakote. Po zavzetju je zaradi svojih močnih utrdb postalo sedež začasne grške vlade. 
Grof Ioanis Kapodistrias, prvi voditelj nove države, je prvič stopil na grška tla v Navpliju 7. januarja 1828, ki je bil uradno glavno mesto Grčije do leta 1829. Člani rodbine Mavromihalis so grofa umorili 9. oktobra 1831 na stopnicah cerkve svetega Spiridona v Navpliju. Po njegovem umoru se je začelo obdobje anarhije, ki je trajalo vse do prihoda kralja Ota na oblast in ustanovitve nove Kraljevine Grčije. Glavno mesto kraljestva je bil do leta 1834, ko se je kralj Oto odločil, da bodo glavno mesto postale Atene.

### 20. in 21. stoletje
Turizem se je začel počasi razvijati v 1960-tih, vendar ne v enakem obsegu kot na nekaterih drugih grških območjih. Navplij ima zelo sončno in blago podnebje, celo za Grčijo. Postal je priljubljen za atenske dnevne goste in goste ob koncu tedna zlasti pozimi.
Navplij je ribiško in potniško pristanišče, čeprav je glavni vir zaposlovanja turizem, z dvema plažama na drugi strani polotoka in veliko zmogljivostjo nastanitev. Avtobusne povezave z Atenami so pogoste.
Stavba Narodne banke Grčije je verjetno edina na svetu, ki je bila zgrajena v neomikenskem arhitekturnem slogu.

## Arhitektura in spomeniki
Akronavplija je najstarejši del mesta, čeprav je bil zgrajen sodoben hotel. Do 13. stoletja je bilo mesto samostojno. Prihod Benečanov in Frankov ga je preoblikoval v mestne utrdbe. Utrdbe vključujejo Palamidi in Burtzi, ki je sredi pristanišča.
Navplij ohranja tradicionalen arhitekturni slog z veliko pisanih zgradb, delno pod vplivom Benečanov, zaradi prevlade med letoma 1338 in 1540. Prav tako so ohranjene neoklasične zgradbe, medtem ko je Narodna banka Grčije primer neomikenske arhitekture.
V mestu je mogoče najti številne skulpture in kipe, ki so povezani predvsem s sodobno zgodovino Navplija, kot so kipi Ioanisa Kapodistriasa, Ota Grškega in Teodorosa Kolokotronisa.

## Prebivalstvo
| Leto | mesto  | občina | mestna občina |
| ---- | ------ | ------ | ------------- |
| 1981 | 10.611 | –      | –             |
| 1991 | 11.897 | 14.740 | –             |
| 2001 | 13.822 | 16.885 | –             |
| 2011 | 14.203 | 18.910 | 33.356        |

## Pomembni meščani
- Nicolas Grk: eden od 18 preživelih na ekspediciji, ki je prva obplula svet v letih 1519–1522
- Telos Agras (1880−1907), borec v grškem boju za Makedonijo
- Leonidas Drosis, kipar
- Nina Bawden (1925–2012), pisateljica
- Austen Kark (1926–2002), generalni direktor BBC World Service
- Nikos Karuzos (1926−1990), pesnik
- Vangelis Kazan (1936–2008), igralec
- Sotirios Sotiropulos (1831–1898), pravnik, politik in nekdanji premier Grčije
- Angelos Terzakis (1907–1979), pisatelj
- Harilaos Trikupis (grško Χαρίλαος Τρικούπης) (11. julij 1832−april 1896), sedemkratni premier Grčije (od 1875 do 1895)

### Pobratena mesta
Navplij je pobraten z mesti:
| - Amiens, Francija, september 2013 - Burgas, Bolgarija (1984) - Cetinje, Črna gora od 1995 - Kronstadt, Rusija - Martignas-sur-Jalle, Francija, od 1987 - Menton, Francija, od 1996 | - Niles, Illinois, ZDA od 1995 - Ottobrunn, Nemčija since 1992 - Poti, Gruzija (1990) - Royan, Francija, od 2005 - Ypsilanti, Michigan, ZDA od 1997 |

## Galerija
- Prihod kralja Otona v Navplij, Peter von Hess
- Spomenik "Expédition de Morée", trg Filelinon
- Pogled na Akronavplijo
- Pogled z gradu Palamidi
- Narodna banka Grčije
- Cerkev svetega Nikolaja
- Cerkev svetega Jurija
- Burtzi z gradom Palamidi